# Saint-Laurent-Médoc
Saint-Laurent-Médoc ist eine französische Gemeinde mit 4.950 Einwohnern (Stand 1. Januar 2022) im Département Gironde im Westen Frankreichs. Die Gemeinde hieß bis zum Jahr 1986 noch Saint-Laurent-et-Benon.

## Geografie
Saint-Laurent-Médoc befindet sich auf der Halbinsel Médoc, auf halbem Weg zwischen Bordeaux und dem Pointe de Grave, dem äußersten Zipfel der Halbinsel. Das Gemeindegebiet gehört zum Regionalen Naturpark Médoc.
Über die Hälfte der Fläche von Saint-Laurent-Médoc ist vom Wald bedeckt, auf 2200 Hektar wird Getreide, auf 500 Hektar Wein angebaut. Die Rebflächen gehören zum Weinbaugebiet Haut-Médoc im Bordeaux. Mit Château La Tour-Carnet, Château Camensac und Château Belgrave verfügt die Gemeinde über drei Weingüter, die im Jahr 1855 im Rahmen der Bordeaux-Klassifizierung berücksichtigt und eingestuft wurden.

## Bevölkerungsentwicklung
| Jahr      | 1962 | 1968 | 1975 | 1982 | 1990 | 1999 | 2006 | 2017 |
| Einwohner | 1920 | 2034 | 2063 | 2896 | 3338 | 3366 | 3626 | 4673 |

## Baudenkmäler
Siehe: Liste der Monuments historiques in Saint-Laurent-Médoc